# El zoo de vidre
El zoo de vidre (en anglès original, The Glass Menagerie) és una de les obres mestres de Tennessee Williams. Ha estat traduït al català per Emili Teixidor.
És una de les seves obres semi autobiogràfiques. L'argument és l'abisme existent entre el món que es vol veure i la realitat a través del retrat d'una família del sud dels Estats Units en 1930 capitanejada pels desitjos de la mare.
Fou estrenada amb gran èxit en 1944 a Chicago i després en Nova York a 1945 i portada al cinema en 1950 i 1987.

## Personatges
- Amanda Wingfield, dominant mare del sud que abandonada pel seu marit tracta d'imposar els seus mandats als seus dos fills adults.
- Laura Wingfield, la seva filla amb un impediment físic, introvertida i tímida, col·lecciona animalons de cristall fràgils com ella.
- Tom Wingfield, el seu fill, comptable de professió i frustrat escriptor, és el narrador de la història.
- Jim O'Connor, company de treball de Tom i antic company d'escola de Laura, és vist com el pretendent somiat per Amanda per a la seva filla.

## Representacions en anglès
Va ser estrenada en Broadway el 31 de març de 1945 per Laurette Taylor, Julie Haydon, Eddie Dowling i Anthony Ross en el Playhouse Theater, mantenint-se en cartell per 563 funcions.
A Broadway s'ha reposat en diverses ocasions:
- En 1965 per Maureen Stapleton, Piper Laurie, George Gizzard i Pat Hingle.[3]
- El 1975 de nou per Stapleton, aquesta vegada acompanyada per Pamela Payton-Wright, Paul Rudd i Rip Torn,
- El 1983 per Jessica Tandy, Amanda Plummer, Bruce Davison i John Heard.
- El 1994 per Julie Harris, Calista Flockhart, Željko Ivanek i Kevin Kilner.
- El 2005 per Jessica Lange, Sarah Paulson, Josh Lucas i Christian Slater.
- El 2013 per Celia Keenan-Bolger, Cherry Jones, Zachary Quinto i Brian J. Smith.[4]
- El 2017 per Sally Field, Joe Mantello, Finn Wittrock i Madison Ferris.

En el Regne Unit, ha d'esmentar-se la representació de 1948 en el Theatre Royal Haymarket de Londres, dirigida per John Gielgud i interpretada per Helen Hayes com Amanda, Frances Heflin, Phil Brown i Hugh McDermott.

## Representacions en català
- El 31 de març de 1992 es va estrenar al Teatre Teixidors a mà-Teatreneu de Barcelona la producció dirigida per Víctor L.Oller, amb escenografia i vestuari de Roger Subirachs. Interpretada per Àngels Moll, Pilar Orgillés, Pep Pla i Mingo Ràfols.[5]
- El maig 2014 fou representada al Teatre Goya de Barcelona sota la direcció de Josep Maria Pou amb escenografia de Sebastià Brosa i un repartiment format per Míriam Iscla, Dafnis Balduz, Meritxell Calvo i Peter Vives.[6][7]
- El 17 d'abril de 2024 es va estrenar la producció de La Perla 29 al Teatre La Biblioteca l'adaptació dirigida i traduïda per Martina Cabanes Collell, interpretada per Laura Conejero en el paper d'Amanda i David Anguera, Clara Moraleda i Roger Torns.[8]

## Representacions en castellà
- A l'Argentina en 1947 amb Margarida Xirgu i Esteban Serrador. En 1957 en el Teatre Ateneu de Buenos Aires dirigida per David Stivel amb Olga Berg, Norma Aleandro, Luis Medina Castro i Juan Carlos Galván. En 1976 amb Elsa Berenguer, Luisina Brando, Oscar Martínez i Víctor Laplace. En 1992 amb Inda Ledesma e Ingrid Pelicori, i en 2002 dirigida per Alicia Zanca amb Laura Novoa i Claudia Lapacó.

- A Espanya en 1950 en el Teatre de Cambra de Barcelona, amb Carmen Vázquez Vigo, María Luisa Romero, Ricardo Lucía i Alfredo Muñiz. En 1956 amb Llavor Serrador, Francisco Piquer, Narciso Ibáñez Serrador i María Dolores Gispert. En 1961, amb Berta Riaza, Montserrat Blanch, Ricardo Lucia i Miguel Palenzuela. En 1978, amb direcció de José Luis Alonso, escenografia de Emilio Burgos i interpretació de Carmen Vázquez Vigo, Francisco Algora, Verónica Forqué i Pep Munné. En 1994 amb Amparo Soler Leal, Álex Casanovas, Maruchi León i Francesc Orella, dirigits per Mario Gas. En 2005, amb Luis Tosar, Cristina Rota, María Botto i Juan Carlos Vellido. En 2014 es va representar amb Silvia Marsó com Amanda, Carlos García Cortazar com Jim, Alejo Arestegui com Tomas i Pilar Gil com Laura. Amb adaptació d'Eduardo Galán i direcció de Francisco Vidal. Produïda pel Teatre Espanyol i Seqüència 3 entre d'altres.

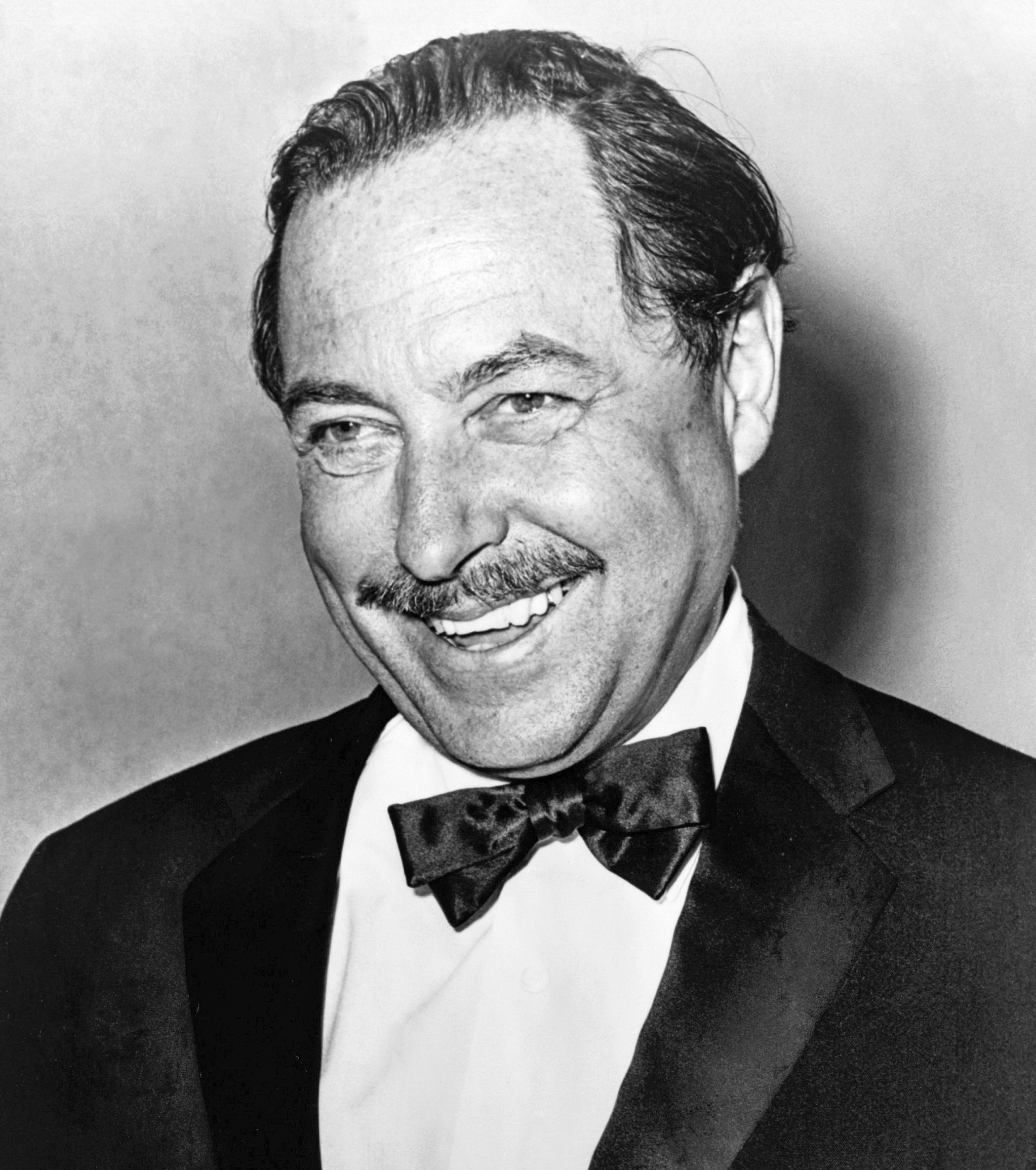
Tennessee Williams.

- A Mèxic es va estrenar en 1953 amb el nom de Cristal en tu recuerdo, amb les actuacions de Carlota Solares (Amanda), Dagoberto de Cervantes (Tom), Alicia Rodríguez (Laura) i Sergio de Bustamante (Jim), dirigí Dagoberto de Cervantes a la Sala Molière. Es monta per segona vegada el 1957 com "Mundo de cristal" amb Margarita Xirgu (Amanda) i Maricruz Olivier (Laura), dirigida per Margarida Xirgu. Es munta per tercera ocasió en 1969 en el Teatre del Segur Social de Monterrey,amb el títol de "El zoológico de cristal" amb les actuacions de Carmen Montejo (Amanda), Héctor Gómez (Tom), María Montejo (Laura) i Gonzalo Vega (Jim), dirigits per Héctor Gómez. Es munta per quarta vegada el 2013 al Teatro Universum de la UNAM: Irán Gómez (Tom), Carla Carrillo (Amanda), Abril Gómez (Laura) i Andrés Ortíz (Jim); Dirigida per Isaías Gómez-May i produïda per Ana Sabina.

- En Cuba en 1990 s'estrena en el Teatre Nacional de Cuba, dirigida per Carlos Díaz dins d'una trilogia de teatre nord-americà.

- En Colòmbia en 2006 la companyia Teatre Lliure de Bogotà després de 20 anys torna a portar-la a les taules sota la direcció d'Alejandra Guarín i l'actuació de Sonia Estrada, Julián Molano, Dennis Aguirre i Alejandro Buitrago.

## Representacions en altres idiomes
- A italià es va estrenar en 1946, amb el títol de El zoo di vetro, dirigida per Luchino Visconti i protagonitzada per Rina Morelli i Giorgio De Lullo. Vittorio Cottafavi va dirigir la versió de 1968, que va comptar en l'elenc amb Sarah Ferrati, Anna Maria Guarnieri i Paolo Graziosi. Va tornar a muntar-se en 2006, sota la direcció d'Andrea Liberovici i interpretació de Claudia Cardinale i Ivan Castiglione.
- A França es va titular La Ménagerie de verre i es va estrenar en el Théâtre du Vieux-Colombier (París) el 18 d'abril de 1947, amb interpretació de Hélène Vita i Daniel Ivernel dirigidosm per Claude Maritz. En Bèlgica es va estrenar un any més tard en el teatre Le Rideau de Bruxelles (Ixelles), dirigit per Raymond Gérôme, interpretat per Georgette Maxane, Simone Barry i el mateix Gérôme. Posteriorment, va ser portada a escena en 1961 per Antoine Bourseiller amb interpretació de Nicole Berger, Jean-Louis Trintignant i Antoine Bourseiller en el Théâtre des Célestins de Lió.
- Karolos Koun va dirigir la primera versió a Grècia, que data de 1946 i que va comptar amb la música de Mános Hatzidákis.
- Estrenada en alemany el 17 de novembre de 1946, sota el títol de Die Glasmenagerie en el Teatre de Basilea.
- El títol en suec és Glasmenageriet i es va estrenar en 1946 al Teaterkritikerprisen, protagonitzat per Ada Kramm i Mimi Pollak.
- En portuguès (À Margem da Vida) es va representar per primera vegada en el Teatre Municipal de São Paulo en 1947, amb un elenc integrat per Abílio Pereira d'Almeida (Tom), Caio Cayubi (Jim), Marina Freire (Amanda) i Nydia Lícia (Laura).

## Adaptacions al cinema

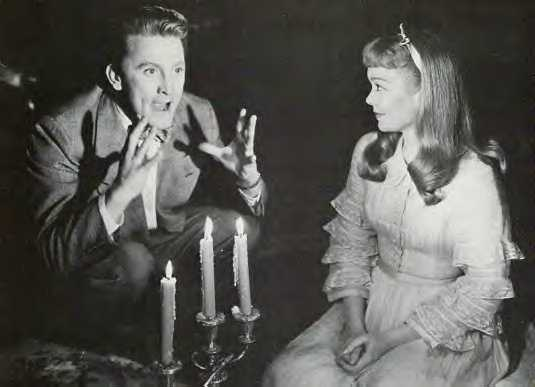
Kirk Douglas i Jane Wyman, en la versió cinematogràfica.

Va ser portada al cinema en 1950 per Irving Rapper, amb Gertrude Lawrence, Jane Wyman i Kirk Douglas.
A 1973, una adaptació televisiva va ser protagonitzada per Katharine Hepburn i Sam Waterston.
En 1987, per Paul Newman, amb Joanne Woodward, John Malkovich, Karen Allen i James Naughton.

## Adaptacions a televisió
Existeixen dues adaptacions per a televisió. La primera de 1966, dirigida per Michael Elliott, amb Shirley Booth, Hal Holbrook, Barbara Loden i Pat Hingle. La segona per Anthony Harvey de 1973, amb Katharine Hepburn, Sam Waterston, Johanna Miles i Michael Moriarty.

## Traduccions al català
- El zoo de vidre. Traducció: Jordi Vilaró Berdusan.  Martorell: Adesiara Editorial, 2025, p. 104. ISBN 978-84-19908-19-3.